# Microcebus mamiratra
El lemur ratón de Claire (Microcebus mamiratra) es una especie recién descrita de lémur del género de los lémures de ratón ( Microcebus ). Vive en la isla Nosy Be en Antsiranana provincia de Madagascar, y en el continente cerca de la aldea de Manehoka, incluida Reserva de Lokobe. El nombre de tipo científico,  mamiratra , proviene de  malgache y significa "claro y brillante"; esto se refiere a Theodore F. y Claire M. Hubbard Family Foundation, que ha contribuido a la investigación genética en Madagascar. Esta especie está estrechamente relacionada con otra nueva especie, "M. species nova #5"; que está relacionado con el lémur de ratón de Sambirano, Microcebus sambiranensis, y el lémur de ratón rufo norte, Microcebus tavaratra.
Este lémur es, con un peso de 60 g, promedio para su género. La piel de la parte superior es de color marrón rojizo y se vuelve más oscura en el centro de la espalda. La cola también es de color marrón rojizo, pero la parte inferior es blanca o cremosa. Tiene una longitud total de 26 a 28 centímetros, incluyendo 15 a 17 centímetros de cola.
El estado de la especie del lémur de ratón de Claire ha sido cuestionado recientemente por un amplio estudio de ADN nuclear y árbol genético en lémures ratón. Los resultados mostraron que aunque el ADN mitocondrial difería de la del lémur de ratón Sambirano, su ADN nuclear no. Esto es probablemente debido a la filopatría femenina. Dado que las hembras se mantienen cerca del rango de hogar en el que nacieron, el ADN mitocondrial, que se hereda de la madre, es probable que permanezca similar dentro de un área pequeña, mientras que el ADN nuclear dentro de una especie es similar en un área mucho más grande. Según el estudio, este es el caso del ratón lémur de Claire. Por esta razón, se sugirió que el lémur del ratón de Claire ya no se reconozca como una especie distinta.